# 허르카니

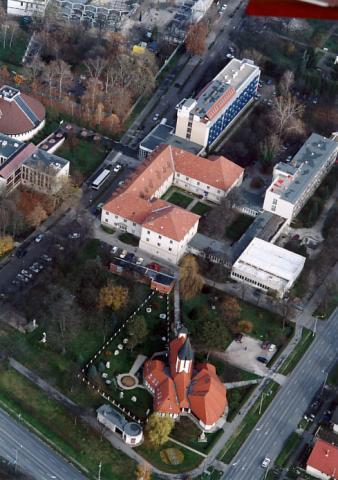
허르카니

허르카니(헝가리어: Harkány, 크로아티아어: Harkanj 하르칸)는 헝가리 버러녀주의 도시로 면적은 25.69 km2, 인구는 3,831명(2008년 기준), 인구 밀도는 149.12명/km2이다. 1823년에 발견된 온천이 있다.

시 문장